# 潜山兽属
潜山兽属（学名：Chianshania）是哺乳纲𰡉兽目𰡉兽科的一属，是一种小型的𰡉兽。其属名源于发现地安徽潜山。
潜山兽属的模式种为江淮潜山兽（Chianshania gianghuaiensis），其化石于1976年在潜山汪大屋东南的中古新世地层望虎墩组被发现。